# Soyopa, Sonora
Soyopa là một đô thị thuộc bang Sonora, México. Năm 2005, dân số của đô thị này là 1209 người.